# Grey DeLisle
Grey DeLisle, nacida Erin Grey Van Oosbree, también conocida como Grey Griffin (Fort Ord, California, 24 de agosto de 1973), es una actriz de voz, cantante y compositora estadounidense.

## Biografía
Grey DeLisle nació como Erin Grey Van Oosbree en Fort Ord, California, de ascendencia irlandesa, neerlandesa, francesa, y mexicana.
Tuvo una niñez muy dura: su padre abandonó a la familia, y su madre fue adicta a las drogas, siendo en gran parte criada por su abuela, Eva Flores Ruth, una cantante que interpretó música con la leyenda de salsa Tito Puente.
DeLisle estuvo muy influenciada por bandas góticas como The Cure, pero su madre, conversa al Pentecostalismo, le impuso la prohibición escuchar música secular. En su adolescencia tardía, empezó a cantar melodías de góspel, y empezó en el mundo de la comedia, por el consejo de un amigo íntimo. DeLisle imitaba voces muy bien, por lo que fue aconsejada para trabajar como actriz de doblaje. Su primer papel principal fue en la versión inglesa de Crayon Shin-chan, haciendo las voces de los personajes Georgie y Uma, en 1994. No obtuvo otro papel de protagonista hasta 1998, convirtiéndose desde entonces en una de las dobladoras más respetadas de América.
DeLisle también ha sacado cuatro CD de música, de estilo gótico inspirado en melodías folclóricas y americanas, con un poco de estilo góspel.
Grey también ha interpretado voces para diferentes videojuegos como Tomb Raider, Escape from Monkey Island, la serie de Baldur's Gate, y varios juegos de Star Wars.

## Vida personal
En 2002, DeLisle se casó con el músico Murry Hammond, el bajista de los Old 97's, después de pocos meses de una relación de larga distancia. Ambos han protagonizado un episodio del programa de The Learning Channel A Wedding Story. Su primer hijo juntos, Jefferson Texas Tex Hammond, nació el 31 de enero de 2007 en Los Ángeles, California. La pareja se divorció en 2010. Años después conoció a Jared Griffin a través de Twitter, se casaron el 27 de junio de 2012. Su hijo, Harlan Roy Griffin, nació en 2014. Griffin dio luz a su tercer hijo en 2016, una niña llamada Mariposa Posie Ruth Griffin. Grey y Jared se divorciaron en 2017.

## Discografía
- 2000 - The Small Time
- 2002 - Homewrecker
- 2004 - The Graceful Ghost
- 2005 - Iron Flowers
- 2006 - "Beautiful Dreamer" - Tributo a Stephen Foster (ganador del Grammy)
- 2007 - Anchored in Love: A Tribute to June Carter Cash

## Filmografía
- Rugrats (1991) – Voces adicionales
- Crayon Shin-chan (1992) - Kazama, Uma
- Oh Yeah! Cartoons (1998) - Vicky y voces adicionales
- The Powerpuff Girls (1998) - Femme Fatale y voces adicionales
- The Weekenders (2000) - Lor McQuarrie
- Ginger (2000) - Brandon Higsby
- Clifford the Big Red Dog (2000) y Clifford's Puppy Days (2003) - Emily Elizabeth Howard
- Baldur's Gate 2 (2000) - Nalia, Viconia, Bubbles, Raelis Shai.
- Scooby-Doo (2001–presente) - Daphne Blake
- Los padrinos mágicos (2001) - Vicky, Tootie, Directora Martínez, Verónica, Chad
- House of Mouse (2001) - Roxanne
- Las Sombrías Aventuras de Billy y Mandy (2001) - Mandy, voces extra
- Night of the Living Doo (2001) - Daphne Blake
- The Flintstones On The Rocks (2001) - Betty Mármol
- Harvey Birdman, abogado (2001) - Debbie y voces adicionales
- Tarzán y Jane (2002)
- Creepie (2007) - Creepie
- Whatever Happened to Robot Jones? (2002) – Unidad Mamá, Shannon, Connie, Maestra de Francés
- ¿Qué hay de nuevo Scooby Doo? (2002) - Daphne Blake
- Las Chicas Superpoderosas: La Película (2002) - Voces adicionales
- KND: Los Chicos del Barrio (2002) - Lizzie, la Super Abuela
- Duelo Xiaolin (2003) - Kimiko Tohomiko, voces adicionales
- Star Wars: Guerras Clónicas (2003) - Padmé Amidala, Shaak Ti, Asajj Ventress
- Danny Phantom (2004) - Samantha "Sam" Manson
- Star Wars: Knights of the Old Republic II: The Sith Lords (2004) - The Last Handmaiden
- Mansión Foster para Amigos Imaginarios (2004) - Francis "Frankie" Foster, Duquesa
- Hi Hi Puffy AmiYumi (2004) - Yumi Yoshimura (forma animada)
- Malo con Carne (2004) – Dra. Ruina Balística, voces adicionales
- Danger Rangers (2005) - Kitty
- Ben 10 (2005-2007) Voces Adicionales
- Mi Compañero de Clase es un Mono (2006) — Lupe Tucán, Ingrid Jirafa, Enfermera Gacela, Srta. Warthog
- Wow!, Wow!, Wubbzy 2006 - Wubbzy, Widget
- Avatar: La Leyenda de Aang (2006) - Princesa Azula, Kya
- Los sustitutos (2006-2009) - Riley Daring
- W.I.T.C.H (2006) - Miranda
- El Tigre: Las Aventuras de Manny Rivera (2007) - Frida Suárez
- Handy Manny (2008-2011) Flicker
- StarCraft 2: wings of liberty (2009) - Anabella "Nova" Terra
- Transformers: la venganza de los caídos (2009) - Arcee (voz)
- Generator Rex (2010-2013)- Dra. Holiday, ZAG-RS, Girl E.V.O, Co-Pilot, Rhodes, Diane Farah, Isabella, Violeta Salazar
- T.U.F.F. Puppy (2010-2015) - Kitty Katswell y voces adicionales
- Hulk vs. 2010 - Sif
- Green Lantern: Emerald Knights - Ree'Yu
- La leyenda de Korra (2012-2014) - Ming Hua, Espíritu obscuro, Young Lin Beifong y voces adicionales
- Gravity Falls (2012-2016) Rosanna, Madre de Gideon, voces adicionales
- Randy Cunningham: 9th Grade Ninja (2012-2015) Chica flautista, *Ms. Wickwhacker*
- Star vs. las Fuerzas del Mal (2015-2019) - Jackie Lynn Thomas, Reina Butterfly y voces adicionales
- Mighty Magiswords (2015-2018) - Vambre Warrior
- The Loud House (2016-presente) - Lana Loud, Lola Loud y Lily Loud
- Dorothy y el Mago de Oz (2017-presente) - Glinda, Melinda
- Los Simpson (2019-presente) - Martin Prince y Sherri y Terri Mackleberry
- The Loud House: la película (2021) - Lana Loud, Lola Loud y Lily Loud
- La Leyenda de Vox Machina (2022) - Lady Delilah Briarwood